# 하라다 가쿠
하라다 가쿠(일본어: 原田 岳, 1998년 5월 22일~)는 일본의 축구 선수이다.

## 구단 경력
그는 2017년 J1리그의 요코하마 F. 마리노스에 입단했다. 2019년 7월부터 2020년까지 J3리그의 SC 사가미하라에서 뛰었다. 2021년 J2리그의 V-파렌 나가사키로 이적했다.